# Перевиробництво нафти у 1980-х роках

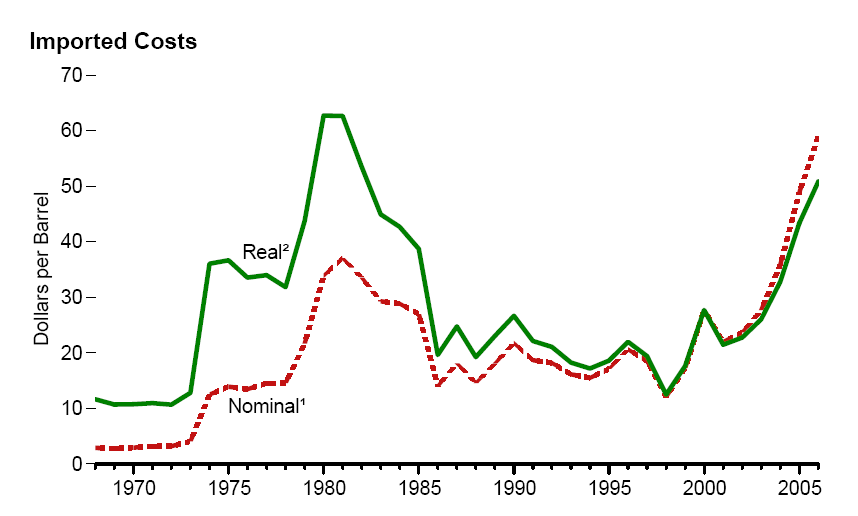
Реальна і номінальна ціна на нафту з 1968 по 2006 рр.

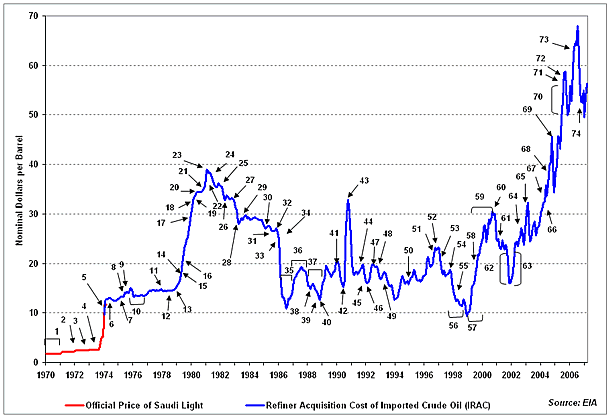
Детальний аналіз змін у номінальній ціні на нафту 1970—2007 рр., Не скоригований на інфляцію

Перевиробництво нафти у 1980-х роках стала наслідком значного скорочення попиту на сиру нафту, зумовленого зниженням економічної активності у західних країнах на почочатку 1980-х років. Світова ціна нафти досягла свого піка у 1980 році понад 35 дол. США за барель (еквівалент з урахуванням інфляції 106 доларів за цінами 2008 року); до 1986 року вона впала до $ 10 ($ 23 за цінами 2008 року). Уповільнення економічної активності промислових країн спричинила енергетична криза 1970-х років, особливо у 1973 та 1979 роках, а енергоощадження стимулювали високі ціни на паливо.
У червні 1981 року The New York Times проголосив, що прибув «нафтовий залишок» а журнал «Time» заявив, що «світ тимчасово плаває в перенасиченні нафти». Тим не менш, The New York Times попереджає наступного тижня, що слово «перенасичення» вводить в оману, і що тимчасові надлишки дещо знизили ціни, але ціни все ще набагато вище рівня доенергетичної кризи. Це почуття повторювалося в листопаді 1981 року, коли генеральний директор корпорації Exxon також характеризував перенасичення як тимчасовий надлишок, і що слово «перенасичення» було прикладом «нашої американської схильності до перебільшеної мови». Він писав, що основною причиною перенасичення є зниження споживання. У Сполучених Штатах, Європі та Японії споживання нафти впало на 13 % з 1979 по 1981 рік, «частково, у відповідь на дуже велике підвищення цін на нафту Організацією країн-експортерів нафти та інших експортерів нафти», продовжуючи Тенденція, що почалася під час підвищення цін 1973 року.
Після 1980 року зниження попиту і збільшення виробництва призвели до перенасичення світового ринку. Результатом цього став шестирічний спад цін на нафту, що лише вдвічі знизило ціну в 1986 році.

## Виробництво

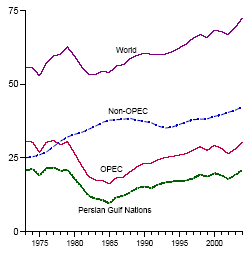
ОПЕК, не-ОПЕК, & Світове видобуток нафти, 1973—2004 рр.

### Не-ОПЕК
У 1980-х роках залежність від виробництва на Близькому Сході скоротилася, оскільки комерційні розробки розробляли основні нафтові родовища, що не входять до складу ОПЕК, в Сибіру, Аляску, Північне море і Мексиканську затоку а Радянський Союз став найбільшим у світі виробником нафти. Менші виробники, які не входять до складу ОПЕК, включаючи Бразилію, Єгипет, Індію, Малайзію та Оман удвічі збільшили виробництво у 1979—1985 роках до 3 мільйонів барелів на день.

#### США
У квітні 1979 року Джиммі Картер підписав розпорядження, яке повинно було усунути контроль над цінами з нафтопродуктів до жовтня 1981 року, так що ціни будуть повністю визначатися вільним ринком. Наступник Картера Рональд Рейган підписав розпорядження від 28 січня 1981 року, який негайно прийняв цю реформу дозволяючи вільному ринку регулювати ціни на нафту в США. Це закінчилося виведенням старого нафти з ринку і штучним дефіцитом, що сприяло збільшенню видобутку нафти. [джерело?] У серпні 1981 року знизився податок на прибуток від нафти США, який був знятий у 1988 році. Крім того, транс-Аляска трубопровідна система почала перекачувати нафту в 1977 році. Нафтове родовище Prudhoe Bay надійшло пікове виробництво, поставивши 2 млн барр. д. нафти в 1988 р., 25 відсотків всього видобутку нафти в США.

#### Північне море
Phillips Petroleum виявила нафту в Chalk Group в Екофіску, в норвезьких водах в центральній частині Північного моря. Відкриття зростали в геометричній прогресії в 1970-х і 1980-х роках, а нові континентальні шельфи розвивалися.

### ОПЕК
З 1980 по 1986 рік ОПЕК скоротила видобуток нафти в кілька разів, майже вдвічі, намагаючись зберегти високі ціни на нафту. Проте, вона не змогла утримати свою провідну позицію, і до 1981 року її видобуток перевищив видобуток країн, що не входять до ОПЕК. [прояснити] .У 1985 році частка ОПЕК на світовому ринку впала до менш ніж третини, тоді як у 1970-х роках вона становила близько половини.У лютому 1982 року газета Boston Globe повідомила, що видобуток ОПЕК, який раніше досягнув піку в 1977 році, знаходиться на найнижчому рівні з 1969 року. Країни, що не входять в ОПЕК, на той час забезпечували більшу частину імпорту Заходу.
Членство ОПЕК почало розділяти думки щодо того, які дії слід вживати. У вересні 1985 року Саудівська Аравія стала незадоволена фактичною підтримкою цін за рахунок зниження власного видобутку на тлі високого видобутку в інших країнах ОПЕК. 1985 року щоденний видобуток становив близько 3,5 млн барелів на добу, порівняно з близько 10 млн у 1981 році. У цей період члени ОПЕК повинні були дотримуватися квот на видобуток, щоб підтримувати цінову стабільність; однак багато країн завищували свої запаси, щоб досягти вищих квот, шахраювали або відверто відмовлялися дотримуватися квот. Саудити відмовилися від ролі виробника-стабілізатора і почали видобувати анфту на повну потужність, створивши "величезний надлишок, який обурив багатьох їхніх колег по ОПЕК". Високозатратні нафтовидобувні об'єкти стали менш прибутковими, або зовсім не прибутковими. В результаті ціни на нафту впали до 7 доларів за барель

## Зниження попиту

Світове споживання енергії, 1965—2013 рр., Показує, що попит на нафту значно знизився на початку 1980-х років

ОПЕК спиралася на цінову нееластичність попиту на нафту для підтримки високого споживання, але недооцінювала, наскільки інші джерела постачання стануть прибутковими, коли ціни зростають. Виробництво електроенергії з вугілля , атомної енергії та природного газу ; опалення будинку з природного газу; і бензини, змішані з етанолом, зменшили попит на нафту.

#### США
Нова економіка палива легкових автомобілів у США зросла з 17 миль на галон США (14 л/100 км) в 1978 році до більш ніж 22 милі на галон США (11 л/100 км) у 1982 р. збільшилася більш ніж на 30 відсотків.
Сполучені Штати імпортували 28 % своєї нафти в 1982 і 1983 роках, у порівнянні з 46,5 % у 1977 році, через зниження споживання.

## Вплив

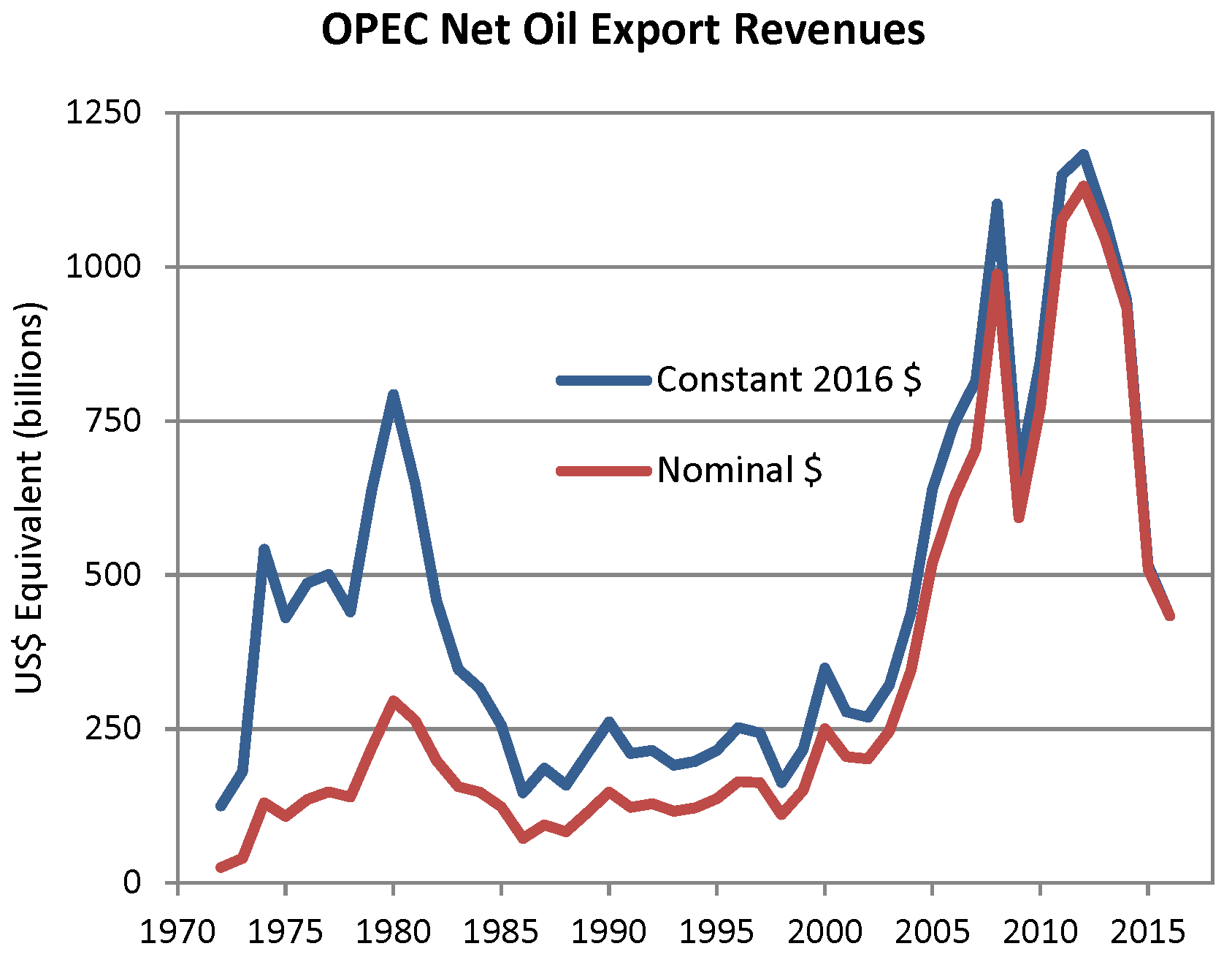
Коливання ОПЕК чистого доходу від експорту нафти з 1972 року

Обвал цін на нафту 1986 року приніс користь країнам-споживачам нафти, таким як Сполучені Штати, Японія, Європа та країни, що розвиваються, але представляв серйозну втрату доходів для країн-виробників нафти в Північній Європі , Радянському Союзі та ОПЕК .
У 1981 році, перед тим, як тягар надлишок, Журнал Time пише, що в цілому, «перенасичення сирої причини посилення бюджетів розвитку» в деяких країнах-експортерах нафти. Мексика мала економічну та боргову кризу 1982 року. Економіка Венесуели скоротилася, і рівень інфляції (інфляція споживчих цін) збільшився, залишившись між 6 і 12 % з 1982 по 1986 рік. Навіть економічна влада Саудівської Аравії була значно ослаблена. [джерело?]
Ірак провів довгу і дорогу війну проти Ірану і мав особливо слабкі доходи. Він був засмучений тим, що Кувейт сприяв перенасиченню і нібито перекачував нафту з полів Румейлу нижче спільного кордону. Ірак вторгся в Кувейт в 1990 році, плануючи збільшити резерви і доходи і скасувати борг, що призвело до першої війни в Перській затоці .
Радянський Союз став головним виробником нафти ще до перенасичення. Падіння цін на нафту сприяло остаточному краху країни .
У США різко скоротилися обсяги розвідки та активних бурових установок. Наприкінці 1985 року в США було майже 2300 бурових свердловин; через рік їх було майже 1000. Кількість виробників нафти в Сполучених Штатах зменшилася з 11 370 у 1985 році до 5231 у 1989 році, за даними Незалежної нафтової асоціації Америки . Виробники нафти утримувалися від пошуку нових родовищ нафти, побоюючись втратити свої інвестиції. У травні 2007 року такі компанії, як ExxonMobil, не робили майже жодних інвестицій у пошук нової нафти, яку вони зробили в 1981 році.
Канада відповіла на високі ціни на енергію в 1970-х роках за допомогою Національної енергетичної програми (NEP) у 1980 році. Ця програма існувала до 1985 року.

## Подальше читання
- Світові ринки вуглеводнів: поточний стан, прогнозовані перспективи та майбутні тенденції , (1983), Мігель Віончек, ISBN 0-08-029962-8 ISBN 0-08-029962-8 ISBN 0-08-029962-8 0-08-029962-8
- Ринок нафти 1980-х: Десятиліття занепаду , (1992), Сіамак Шояй, Бернард Кац, Прагер / Грінвуд ISBN 0-275-93380-6 ISBN 0-275-93380-6 ISBN 0-275-93380-6 0-275-93380-6